# Zacharias Chrysopolitanus
Zacharias Chrysopolitanus war ein Scholastiker und Prämonstratenser-Chorherr des 12. Jahrhunderts. 

## Leben
Zacharias wirkte nachweislich zuerst als Magister an der Kathedralschule der französischen Stadt Besançon (lat. Name: Chrysopolis) vom 25. Juli 1131 bis etwa gegen 1138. Zwischen 1140 und 1145 verfasst er sein einziges überliefertes Werk: die Evangelienharmonie In unum ex quatuor, sive de concordia evangelistarum. Es handelt sich dabei um einen scholastischen Kommentar zur Evangelienharmonie des Ammonios von Alexandria in 181 Kapiteln. Nach der Chronik des Alberich von Trois-Fontaines trat Zacharias nach 1145 in die Prämonstratenserabtei St. Martin in Laon ein. Er starb um 1155.

## Werke
- In usum ex quattuor [Pseudo-] Ammonii MS-B-146. (Digitalisat der Handschrift aus der Bibliothek der Zisterzienserabtei Altenberg, geschrieben im 4. Viertel des 12. Jahrhunderts)